# Hogna guttatula
Hogna guttatula là một loài nhện trong họ Lycosidae.
Loài này thuộc chi Hogna. Hogna guttatula được Frederick Octavius Pickard-Cambridge miêu tả năm 1902.